# Lech Przeczek

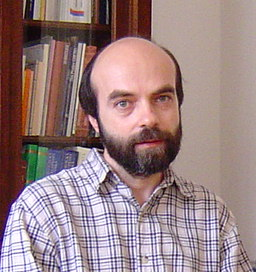
Lech Przeczek (2006)

Lech Przeczek (ur. 18 lipca 1961 w Czeskim Cieszynie) – czeski pisarz i poeta, autor aforyzmów, publikujący w językach czeskim i polskim, z zawodu ekonomista. Mieszka i pracuje w Trzyńcu. 
Jest synem Wilhelma Przeczka (1936-2006), pisarza i tłumacza liryki czeskiej i słowackiej na język polski. Ukończył studia na wydziale ekonomicznym Wyższej Szkoły Górniczej w Ostrawie-Porubie. Od roku 1984 publikuje w prasie Czech i Polski (np. Zwrot, Głos Ludu, Ogniwo, Kalendarz Śląski, Kalendarz Opolski, Metafora, Gazeta Kulturalna, Śląsk, a także Tvar, Literární noviny, Česká povídka, Nová alternativa, Štístko, Moravskoslezský den, Nová svoboda, Delfín, Mensa.
Zdobył wiele różnych nagród w konkursach poetyckich. Zajmuje się też tłumaczeniami literackimi.

## Dzieła (wybór)
- Ścieżka przez pamięć (1994) – zbiór 36 wierszy w języku polskim
- Střípky – 100+1 aforismů (Odłamki) (1995), ISBN 80-238-0757-9
- Strach z modré trávy (Strach z błękitnej trawy) (1996) – zbiór 16 krótkich, humorystycznych mikroopowiadań science-fiction, często z podtekstem ekologicznym
- Przebłyski – Záblesky (1999) – polsko-czeski zbiór wierszy, obie wersje rozmieszczone na przeciwległych stronach druku,  ISBN 80-902642-1-2
- Postřehy (Spostrzeżenia) – 333 aforyzmy dla pogodnego nastroju (2000, dodruk 2002) – wraz z Ladislawem Muszką i Józefem Polaczkiem, ISBN 80-902135-8-8
- Jednou větou – Jednym zdaniem (2003) – dwujęzyczny zbiór aforyzmów, ISBN 80-86725-00-6
- Na okraj (Na marginesie) (2004) – zbiór aforyzmów wydany wraz z Józefem Polaczkiem (ilustracje), ISBN 80-86725-02-2
- Rtěnkou na zrcadlo (Pomadką po lustrze) (2005) – zbiór aforyzmów o kobietach wydany wraz z Józefem Polaczkiem (aforyzmy, ilustracje), ISBN 80-86513-09-2
- Aforismy pro dny všední i sváteční (2017) - zbiór aforyzmów wydany wraz z Patrycją Holeczkową,  ISBN 978-80-7497-217-1.